# Sore mo Kitto Shiawase
Singles par Ami Suzuki
Peace Otodoke!!
(2007) Free Free / 
Super Music Maker
(2007)
Sore mo Kitto Shiawase (それもきっとしあわせ) est un single sorti en 2007, attribué à Ami Suzuki joins Kirinji (鈴木亜美 joins キリンジ), collaboration ponctuelle entre la chanteuse Ami Suzuki et le duo pop/rock japonais Kirinji.

## Présentation
Le single sort le 14 mars 2007 sous le label Avex Trax, produit par Max Matsuura, écrit par les deux membres du groupe. Il atteint la 39e place du classement de l'Oricon, et reste classé pendant 3 semaines, pour un total de 3 856 exemplaires vendus durant cette période ; c'est l'une des plus faibles ventes d'un disque avec la chanteuse. Il ne sort pas également au format « CD+DVD » habituel.
C'est le troisième d'une série de cinq singles collaboratifs de la chanteuse avec divers artistes. Les trois premiers sortent à une semaine d'intervalle, produits à 13 000 exemplaires, avec une pochette similaire ne représentant pas les artistes, et leurs chansons-titres figureront sur l'album de Ami Suzuki Connetta qui sort une semaine après le dernier d'entre eux. Les deux autres singles sortiront plus tard dans l'année.
Le single Sore mo Kitto Shiawase contient aussi une autre version de sa chanson-titre, et la troisième et dernière partie d'une histoire racontée par Ami Suzuki et l'acteur Hiroyuki Onoue, suite et fin des deux singles précédents.

## Liste des titres
Toutes les paroles sont écrites par Takaki Horigome, toute la musique est composée par Yasuyuki Horigome et arrangée par Kirinji.
| 1. | Sore mo Kitto Shiawase (それもきっとしあわせ)                                                                      |  |
| 2. | Sore mo Kitto Shiawase "Basic Session Version" (それもきっとしあわせ…)                                             |  |
| 3. | Narration Drama「join」#3 ~The Days After~ (texte écrit par Kazuya Shiraishi, lu par Ami Suzuki et Hiroyuki Onoue) |  |